# Bopyrina gigas
Bopyrina gigas är en kräftdjursart som beskrevs av Hugo Frederik Nierstrasz och Brender à Brandis 1923. Bopyrina gigas ingår i släktet Bopyrina och familjen Bopyridae. Inga underarter finns listade i Catalogue of Life.